# Homolepis isocalycina
Homolepis isocalycina är en gräsart som först beskrevs av Georg Friedrich Wilhelm Meyer, och fick sitt nu gällande namn av Mary Agnes Chase. Homolepis isocalycina ingår i släktet Homolepis och familjen gräs. Inga underarter finns listade i Catalogue of Life.